# Brunatna pustowatość bulw ziemniaka

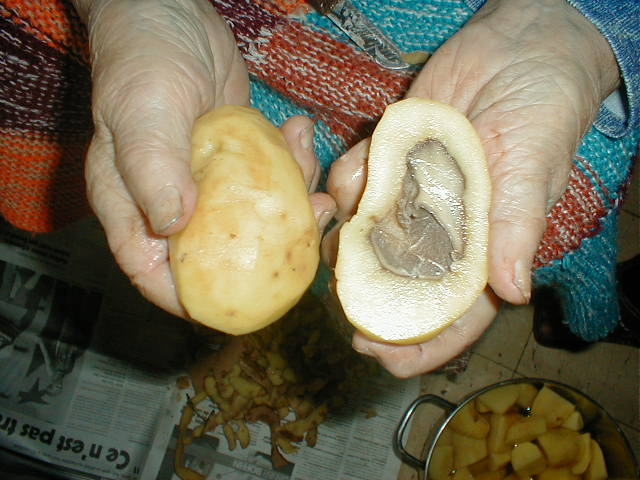

Brunatna pustowatość bulw ziemniaka (ang. Hollow heart in potatoes) – nieinfekcyjna choroba ziemniaków wywołana czynnikami glebowymi i klimatycznymi.

## Przyczyny i szkodliwość
Przyczyną brunatnej pustowatości bulw ziemniaka jest nierównomierny rozkład opadów, niskie temperatury lub niedobór potasu. Obok rdzawej plamistości miąższu bulw ziemniaka jest to najgroźniejsza ukryta wada bulw przeznaczonych do przetwórstwa. Może doprowadzić do utraty nawet 40% wagi bulwy. Pustowatość nie wpływa na smak, jakość ani wartość odżywczą ziemniaków i nadają się one do spożycia. Może mieć wpływ na ich wykorzystanie, ponieważ ziemniaki z pustym rdzeniem nie nadają się do produkcji frytek.
Powstawaniu pustowatości sprzyjają następujące czynniki środowiska:
- niska temperatura przez kolejne 5 do 7 dni w okresie wiązania bulw,
- zbyt duże dawki azotu, zwłaszcza zbyt późno w okresie wegetacji,
- podatność odmian na pustowatość,
- zbyt duża wilgotność po okresie suszy,
- zbyt duże odstępy pomiędzy roślinami[3].

## Objawy
W sezonie wegetacyjnym pustowatość pojawia się w różnym czasie. Jeżeli powstaje na początku wegetacji, ma postać brunatnej plamy o średnicy 1–2 cm. Powstaje ona wskutek zakłócenia w działalności enzymów i doprowadza do nekrozy komórek w obrębie plamy. Powstaje pusta przestrzeń, która zostaje odizolowana od reszty bulwy brunatną warstwą korka. Warstwa ta ma za zadanie chronić resztę bulwy od infekcji przez patogeny. Puste jamy powstające w późniejszym okresie wegetacji nie mają takiej brunatnej warstwy. Od terminu powstawania wady zależy też jej lokalizacja. Jeśli pustowatość powstaje wcześnie (zazwyczaj w okresie zawiązywania bulw), to jama jest znajduje się w części przystolonowej bulwy, jeśli później – to w części wierzchołkowej.
Puste jamy w bulwach mogą mieć różny kształt, w zależności od terminu ich powstania oraz od kształtu bulwy. W bulwach kulistych jamy mają kształt gwiaździsty lub pestkowaty, w bulwach wydłużonych podłużny lub nieregularny. Na wilgotnych stanowiskach jamy mogą być pozbawione warstwy korka chroniącej bulwę od patogenów.

## Zapobieganie
Zapobiega się chorobie głównie za pomocą praca i zabiegów agrotechnicznych. Należy unikać sadzenia ziemniaków na glebach bardzo kwaśnych. Przy uprawie ziemniaków dla przerobu przemysłowego należy wybierać odmiany odporne na pustowatość, lub przynajmniej o podwyższonej odporności. W rejonach o wysokiej wilgotności i możliwości wystąpienia niskich temperatur należy nieco opóźnić termin sadzenia. Dawki azotu powinny być dostosowane do potrzeb, wskazane jest natomiast podwyższone nawożenie potasem.